# Kingston University
Die Kingston University ist eine staatliche Universität in London im Stadtteil Kingston upon Thames.

## Geschichte
Die Universität geht auf das 1899 gegründete Kingston Technical Institute zurück. 1926 wurde das Institut als Technical College anerkannt. 1930 spaltete sich die Kingston School of Art vom Technical College ab und zog 1939 zum Knights Park, wo sie 1945 als College of Art anerkannt wurde. 1957 erkannte das Ministry of Education die Technische Schule als Regional College of Technology an.
1970 fusionierten das College of Technology und das College of Art zum Kingston Polytechnic, 1975 wurde das Gipsy Hill College integriert. 1992 erfolgte die Anerkennung als Universität.
Michael Gibson hat Eine Geschichte der Kingston University mit einer vereinfachten Zeitleiste veröffentlicht, die sich wie folgt entfaltet:
- 1899: Einweihung des Technischen Instituts in Kingston upon Thames Kingston, das Kurse von Chemie über Elektrotechnik bis hin zu Elektrotechnik anbietet vom Bau von Gebäuden bis zur Krankenpflege, vom Nähen und Modellieren bis zum Ton.
- 1917: Eröffnung des 'Gipsy Hill College' für die Ausbildung von Lehrern.
- 1926: Das 'Board of Education' erkennt das Institut offiziell als 'Technical College' an.
- 1930: Die vom Technical College getrennte Kingston School of Art zog 1939 in den Knights Park und wurde 1945 zum College of Art.
- 1946: Das Gipsy Hill College zieht nach Kingston Hill.
- 1951: Die ersten Gebäude auf dem Campus der Penryhn Road wurden eröffnet (1963 waren dort 955 Vollzeitstudenten untergebracht; 2.259 Teilzeitstudenten und 2.629 Abendstudenten).
- 1953: Die Technische Hochschule eröffnet ihre erste Bibliothek.
- 1957: Das Bildungsministerium erkennt Kingston als regionale Hochschule für Technologie an.
- 1963: Das Gipsy Hill College erhält den Status eines College of Education.
- 1965: Das College of Technology gründet ein eigenes Orchester.
- 1966: Das College of Technology kauft seinen ersten Computer zum Preis von 50.000 GBP.
- 1970: Das College of Technology und das College of Art fusionieren zur Kingston Polytechnic. Es bietet 34 Hauptgerichte, davon 17 auf Diplomebene.
- 1975: Das Gipsy Hill College fusioniert mit dem Kingston Polytechnic.
- 1992: Das Kingston Polytechnic wird zur Kingston University.
- 1993: Einweihung des Roehampton Vale Campus.
- 1995: Die Universität erwirbt das Dorich House.
- 1999: Die Universität feiert ihr 100-jähriges Bestehen.

## Gliederung
Die Universität gliedert sich in die vier Campus Penrhyn Road, Kingston Hill, Knights Park und Roehampton Vale sowie in fünf Fakultäten. Die Fakultät für Kunst, Architektur und Design geht auf die Anfangsjahre zurück und ist am Campus Knights Park untergebracht. Die Fakultät für Geistes- und Sozialwissenschaften befindet sich hauptsächlich am Campus Penrhyn Road. Die Fakultät für Betriebswirtschaftslehre und Recht sitzt am Campus Kings Hill. Die Fakultät für Gesundheits- und Pflegewissenschaft sowie Bildung beruht auf einer Kooperation mit der St George’s, University of London und verfügt über mehrere Standorte. Die jüngste Fakultät ist die 2011 gegründete Fakultät für Natur- und Ingenieurwissenschaften sowie Informatik.

## Zahlen zu den Studierenden
Im Dezember 2020 kamen 4.995 oder 26,4 % der 18.949 Studenten aus dem UK-Ausland. Von den 18.070 Studenten des Studienjahrens 2019/2020 waren 10.255 weiblich (56,8 %) und 7.740 männlich (42,8 %). 13.150 Studierende kamen aus England, 25 aus Schottland, 125 aus Wales, 20 aus Nordirland, 710 aus der EU und 4.035 aus dem Nicht-EU-Ausland. 12.770 der Studierenden strebten ihren ersten Studienabschluss an, sie waren also undergraduates. 5.300 arbeiteten auf einen weiteren Abschluss hin, sie waren postgraduates. Davon arbeiteten 400 in der Forschung.
Im Dezember 2018 waren es 16.499 Studierende gewesen. Die Zahl der Mitarbeiter lag bei 2.108.

## Persönlichkeiten

### Student

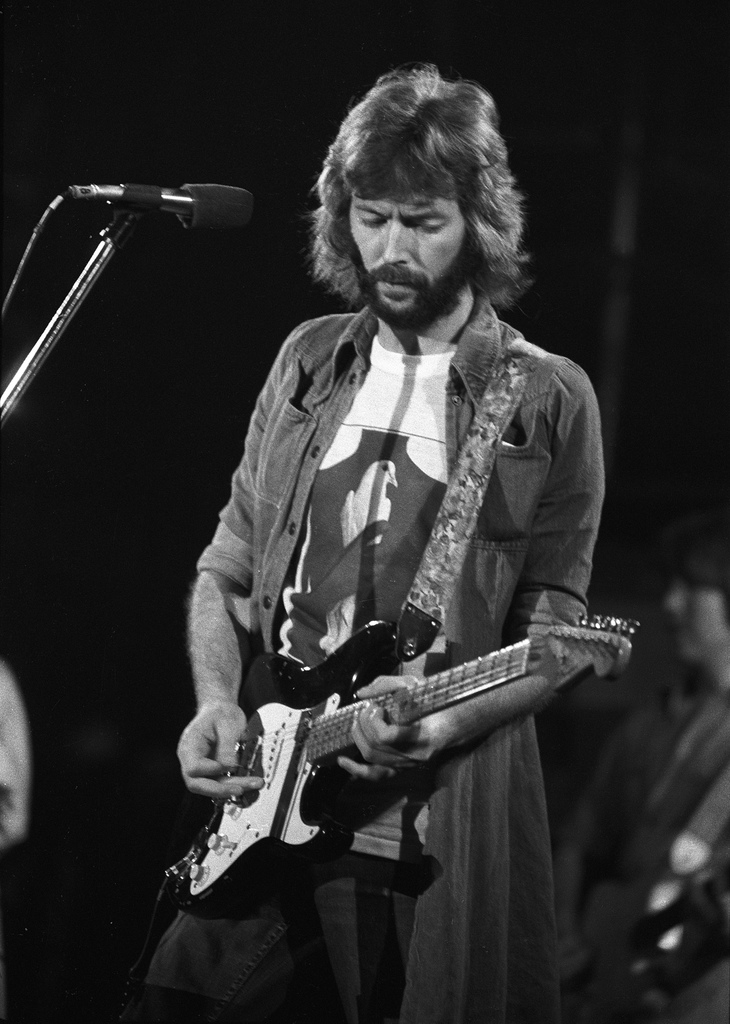
Eric Clapton – 1975
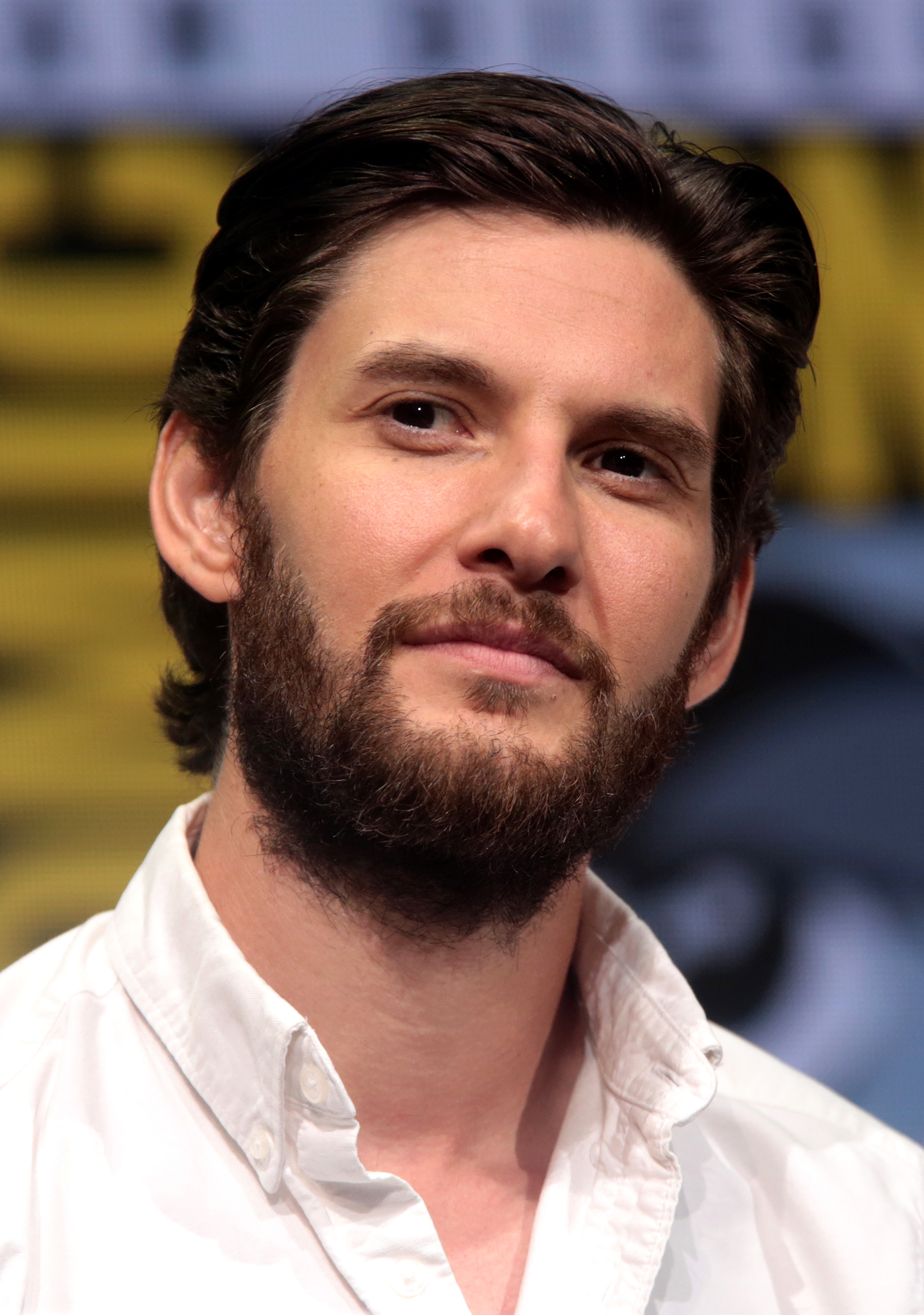
Ben Barnes
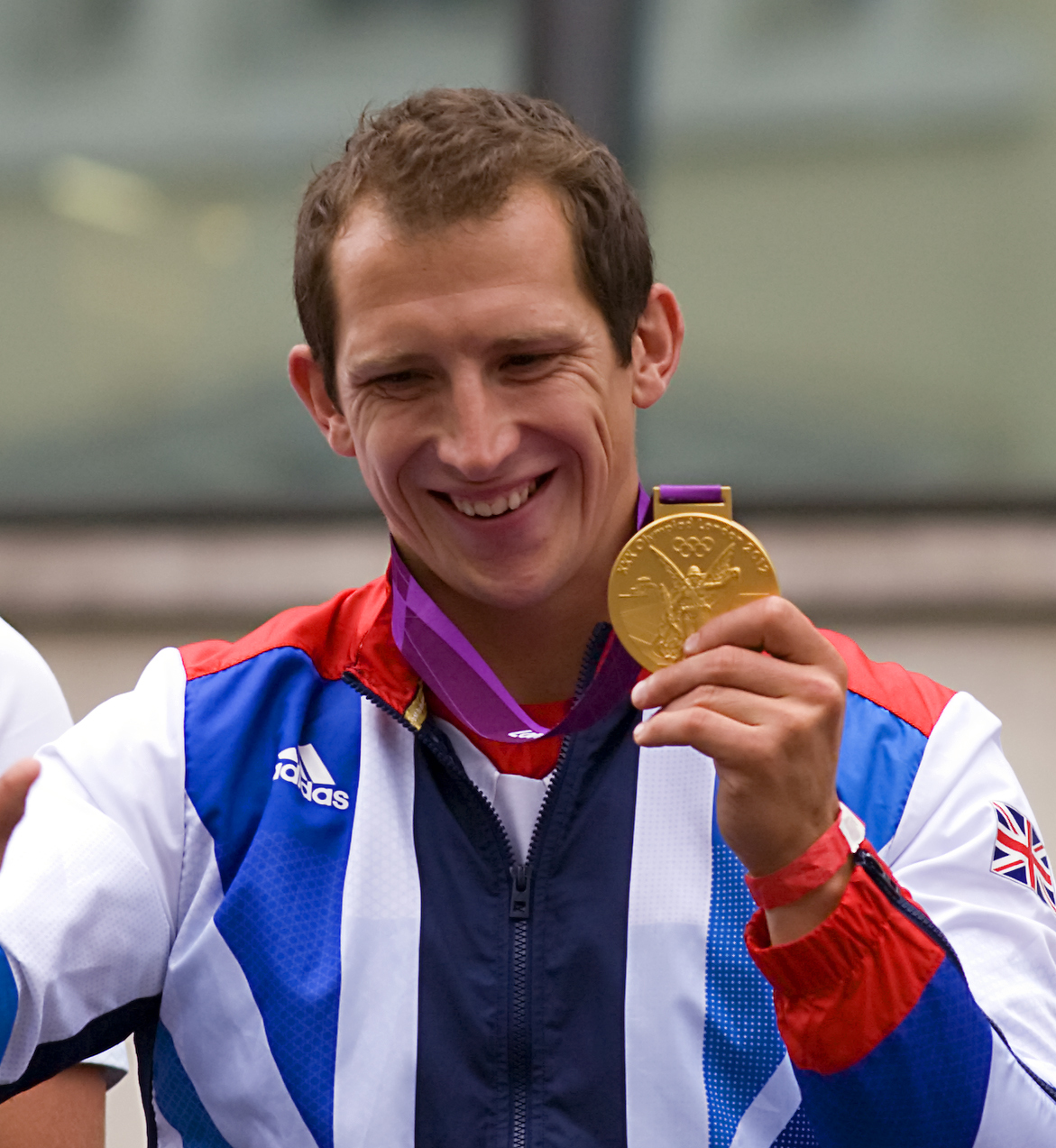
Ed McKeever
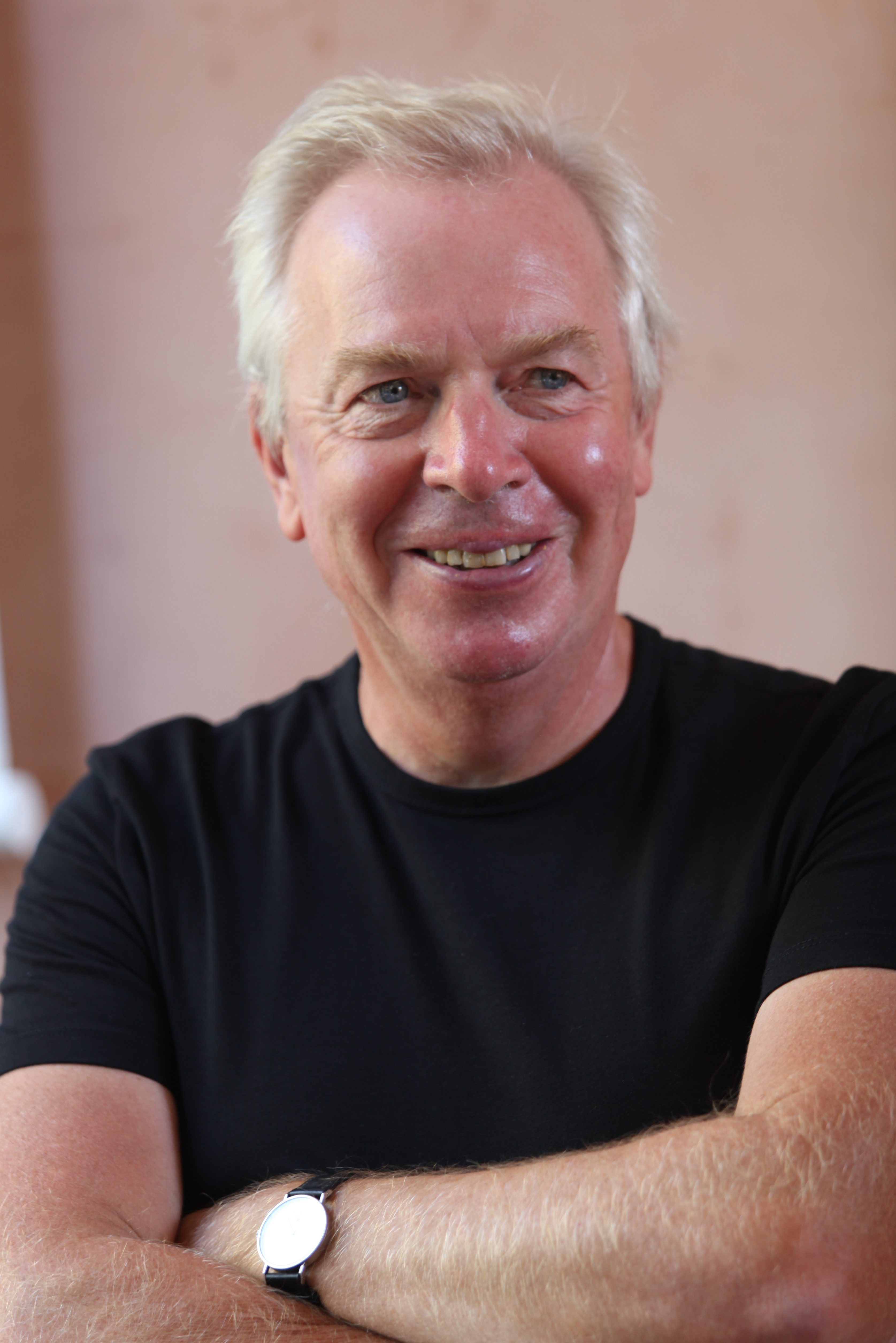
David Chipperfield
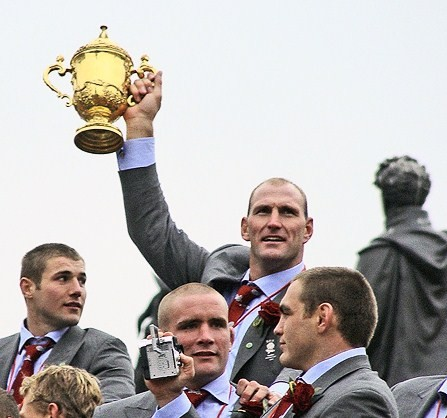
Lawrence Dallaglio
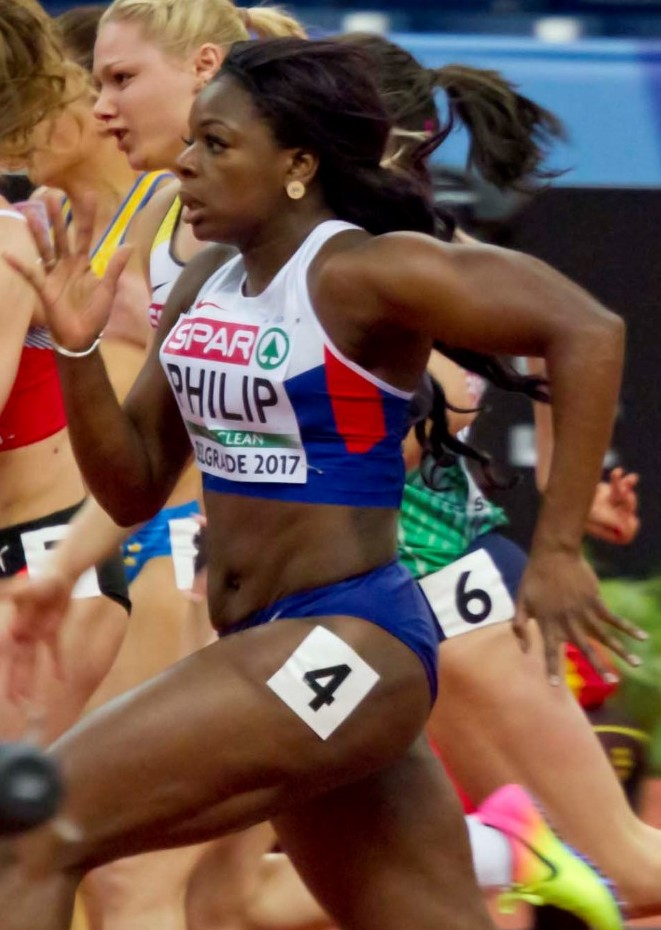
Asha Philip – 2017
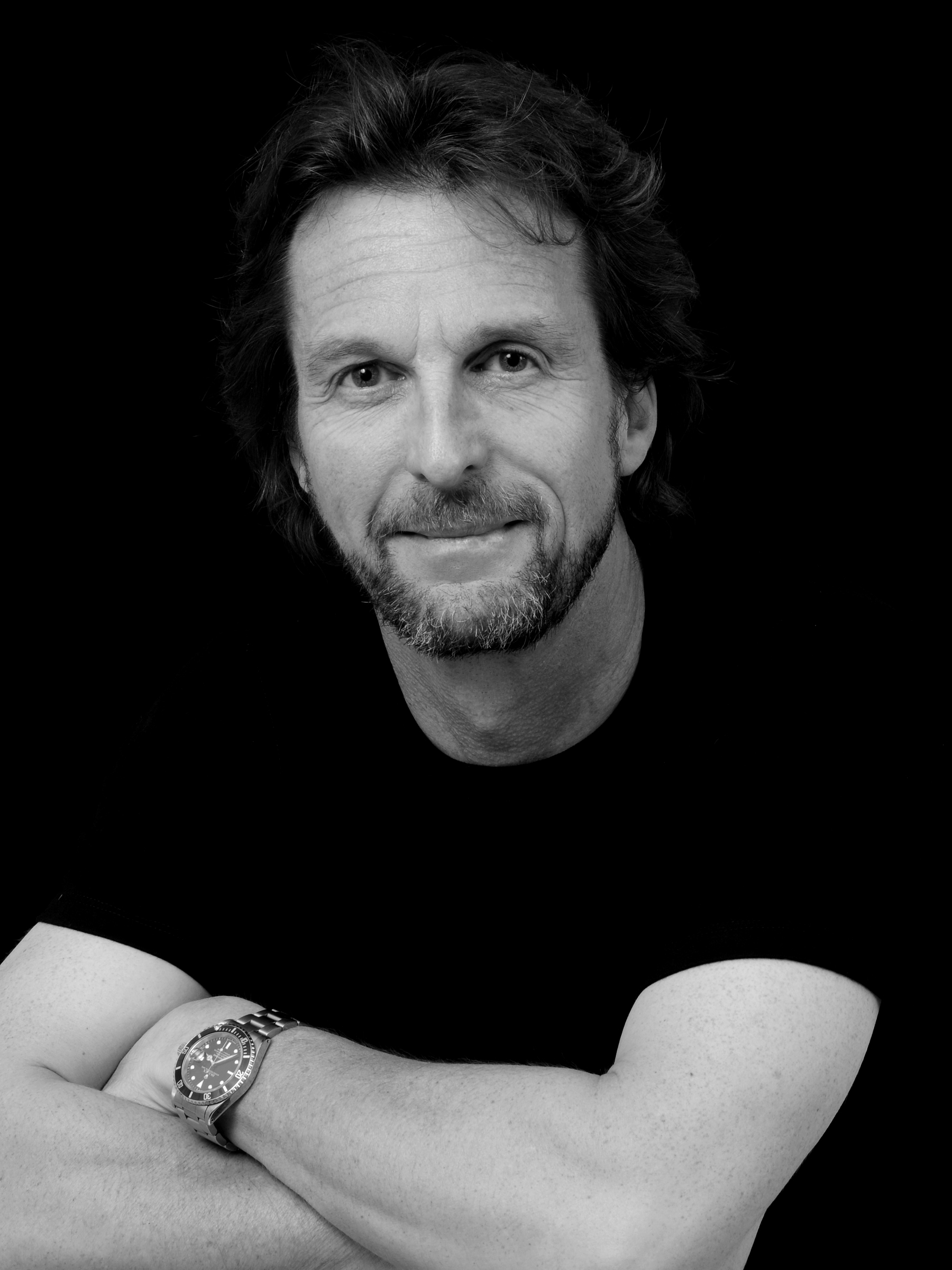
Tom Wright
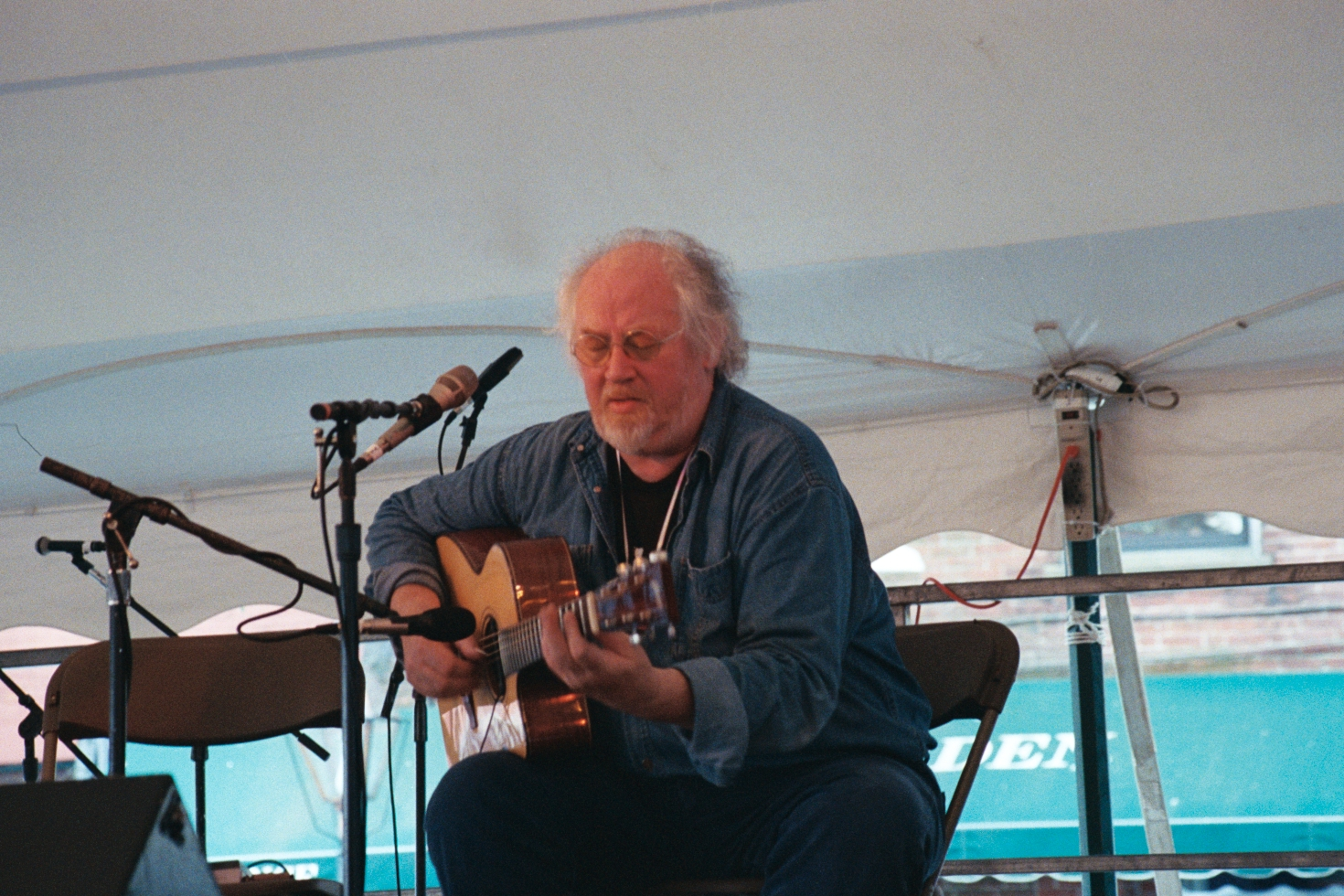
John Renbourn
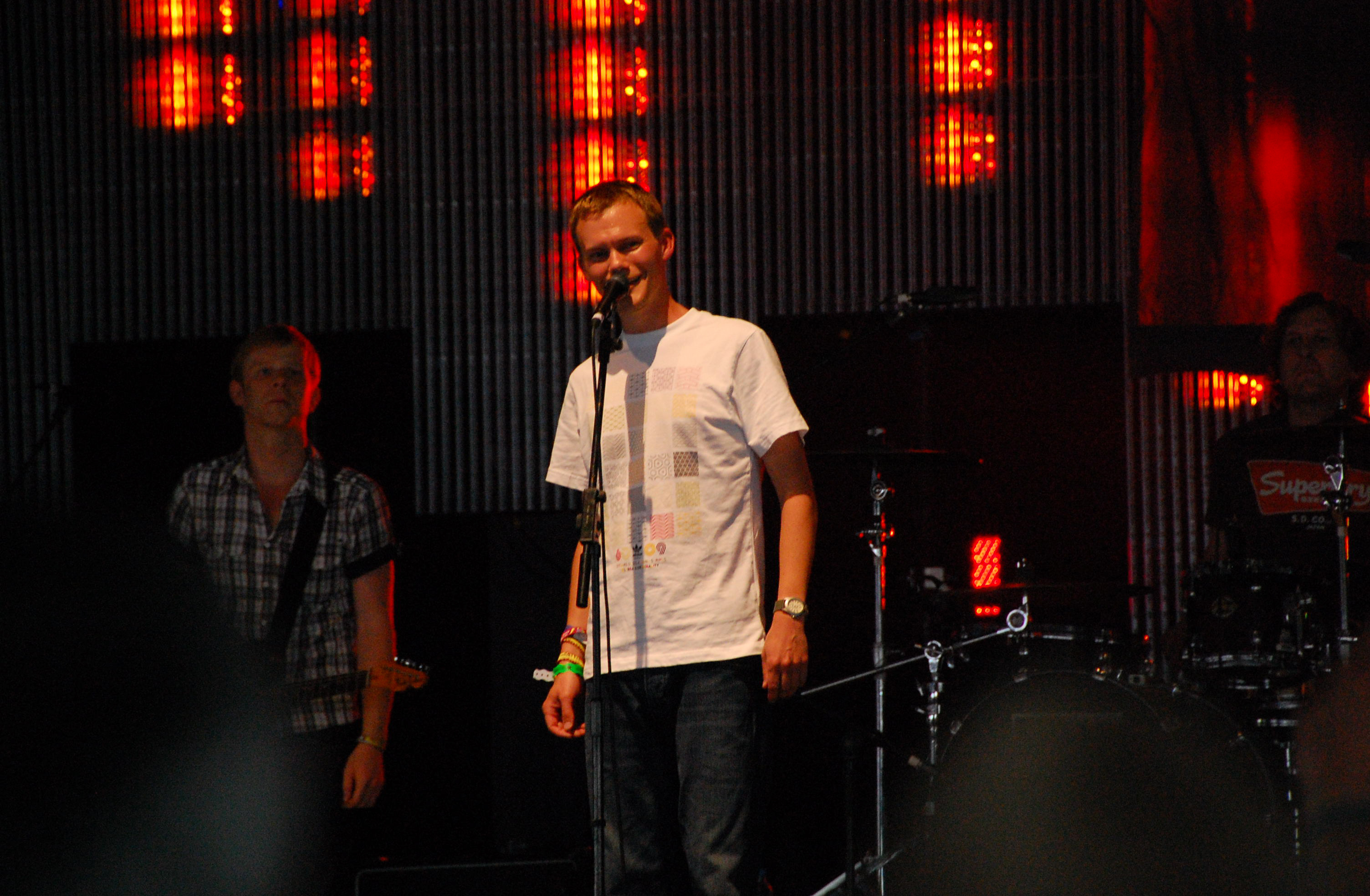
Just Jack

Die nicht erschöpfende Liste der ehemaligen Studenten der Universität lautet wie folgt:

#### Kino (Schauspieler und Regisseure)
- Ben Barnes (* 1981), englischer Schauspieler und Sänger[10]
- Jessie Cave (* 1987), britische Schauspielerin[11]
- Stewart Home (* 1962), britischer Schriftsteller[12]
- Trevor Eve (* 1951), britischer Schauspieler[13]

#### Kunst
- David Nash (* 1945), englischer Bildhauer und Land-Art-Künstler[14]
- Jim Holdaway (1927–1970), englischer Comiczeichner[15]

#### Architektur
- Tom Wright (* 1957), britischer Architekt, vor allem durch das Burj al Arab in Dubai bekannt[16]
- Jasper Morrison (* 1959), englischer Produkt- und Möbeldesigner[17]
- David Chipperfield (* 1953), britischer Architekt[18]

#### Musik
- Eric Clapton (* 1945), britischer Blues- und Rock-Gitarrist und -Sänger[19]
- Aphex Twin (* 1971), irisch-britischer Musiker, DJ und Labelinhaber[20]
- Keith Relf (1943–1976), englischer Musiker und Sänger[21]
- Just Jack (* 1976), englischer Musiker[22]
- John Renbourn (1944–2015), britischer Folk-Sänger und -Gitarrist[23]
- Sandy Denny (1947–1978), britische Sängerin und Songschreiberin[24]
- Robin Rimbaud (* 1964), britischer Musiker, Multimediakünstler und Sounddesigner[25]

#### Politik
- Lucy Allan (* 1964), britische Politikerin (Conservative Party)[26]
- Hadia Tajik (* 1983), norwegische Politikerin[27]
- Faisal bin Schamlan (1934–2010), jemenitischer Politiker[28]
- Qubad Talabani (* 1977), Repräsentant der Regionalregierung Kurdistan in den Vereinigten Staaten und zweiter Sohn von Dschalal Talabani[29]
- Carme Chacón (1971–2017), spanische Politikerin der Partit dels Socialistes de Catalunya (PSC)[30]

#### Sport
- Lawrence Dallaglio MBE (* 1972), ehemaliger englischer Rugby-Union-Spieler und war Kapitän der englischen Nationalmannschaft[32]
- Graeme Le Saux (* 1968), ein ehemaliger englischer Fußballspieler[33]
- Ed McKeever (* 1983), britischer Kanute[34]
- Gail Emms (* 1977), britische Badmintonspielerin[35].
- Asha Philip (* 1990), britische Sprinterin, die sich auf den 100-Meter-Lauf spezialisiert[36]

### Hochschullehrer & Ehrendoktoren
Zu den Professoren und Forschern an der Universität zählen:

#### Philosophie und Literatur
- Hanif Kureishi (*  1954), britischer Schriftsteller, 2013 bis 2014 Professor[37]
- Catherine Malabou, französische Philosophin[38]
- Rachel Cusk (* 1967), englische Schriftstellerin[39]
- Paul Bailey (1937–2024), britischer Autor[40]
- Scott Bradfield (* 1955), US-amerikanischer Schriftsteller und Hochschullehrer[41]